# イニーアス・マッキントッシュ
イニーアス・ライオネル・アクトン・マッキントッシュ（英: Aeneas Lionel Acton Mackintosh、1879年7月1日 - 1916年5月8日）は、20世紀のイギリス商船海軍士官、南極探検家。アーネスト・シャクルトン卿の帝国南極横断探検（1914年-1917年）で本隊を支援するロス海支隊の隊長を務めた。シャクルトンの南極大陸横断計画におけるロス海支隊の任務は、本隊が行進する予定ルートの後半部分に物資補給所を設置しておくことであった。度重なる障壁や困難に直面しながらも支隊は補給所設置の目的こそ果たしたが、エバンス岬の基地への帰途、マッキントッシュと他2人の隊員が帰らぬ人となった。
マッキントッシュにとって初めての南極体験は、1907年から1909年にかけて二等航海士として参加したシャクルトンのニムロド遠征だった。南極大陸に到着してまもなく、マッキントッシュは船上の事故で右目を失ってニュージーランドに送り返されるも、1909年には遠征の後半に参加するために復帰した。逆境に立ち向かう意思と覚悟がシャクルトンの感銘を呼び、1914年のロス海支隊への参加につながった。
マッキントッシュが率いるロス海支隊は、南極で多くの問題に直面した。シャクルトンからの指示が紛らわしく曖昧であったため、マッキントッシュは本隊の確かな行進日程がわからない状態で行動した。また、隊の船であるオーロラ号が、上陸部隊に必要な機材や物資を船上に残したまま大風によって係留地から吹き流されて戻れなくなり、問題はいっそう深刻化した。補給所設置の任務で1人の隊員が死亡し、マッキントッシュ自身は絶体絶命の局面を仲間の助けによって救出され、一時はかろうじて生き延びた。しかし、体力を回復したのち、マッキントッシュは仲間の1人を伴い、不安定な海氷の上を渡って支隊のベースキャンプに戻ろうとして、そのまま行方が分からなくなった。
マッキントッシュは、極地歴史家らによってその資質や指導力が問題視されてきた。シャクルトンは支隊の仕事を称え、命を落とした隊員は第一次世界大戦の塹壕で犠牲になった者達と並ぶ殉難者だとしたが、他方でマッキントッシュの統率力については批判的であった。後にシャクルトンの息子エドワード・シャクルトン男爵は、マッキントッシュを同行者のアーネスト・ジョイスとディック・リチャーズとともに遠征隊の英雄として称えている。

## 生い立ちと初期の経歴 (1879-1907)
イニーアス・マッキントッシュは、1879年7月1日にインドのティアハットで生まれた。スコットランド出身のアイ農園主だった父のアレクサンダー・マッキントッシュはスコットランドの氏族連合クラン・チャタンの長の末裔で、イニーアスは男子5人と女子1人の6人きょうだいの1人だった。順当に行けばいずれ長の後継者となり、それにともない歴史あるインヴァネスの邸宅を相続するはずであった。イニーアスがまだ幼い頃、母のアニーが突然子供たちを連れてブリテンに戻った。どのような理由で家庭内に不和が生じたかは不明だが、永遠の亀裂となったのは明らかであった。父アレクサンダーはブライト病を患っており、インドに残った。イニーアスは父と再会することはなかったものの、ずっと父を慕い、定期的に手紙を送り続けた。アレクサンダーが亡くなったとき、手紙がすべて未開封のまま保管されていたことが判明した。
イニーアスは、ベッドフォードシャーの家からベッドフォード・モダン・スクールに通った。その後は5年前のアーネスト・シャクルトンと同じ道を進み、16歳で学校を卒業すると海に出た。商船士官の厳しい修業時代を経た後にPアンドOラインに入社し、しばらくこの会社に在籍した。1907年、シャクルトンのニムロド遠征に採用され、南極に向けて出港することになった。1908年7月、マッキントッシュはイギリス海軍予備役の中尉に任官された。

## ニムロド遠征 (1907-1909)

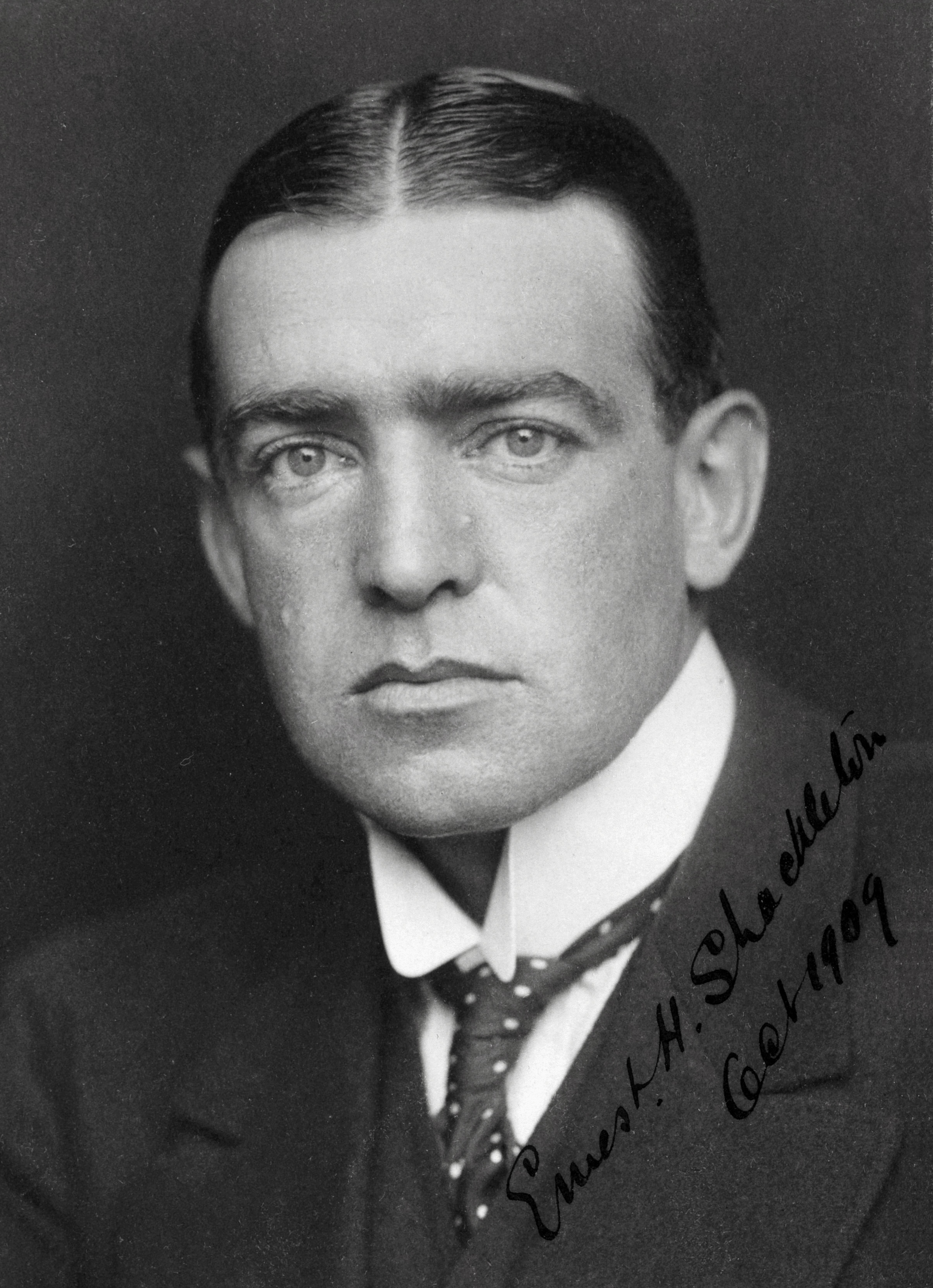
アーネスト・シャクルトン、ニムロド遠征の隊長

1907年から1909年のニムロド遠征は、アーネスト・シャクルトンが率いた3度のうち最初の南極探検であった。シャクルトンはその目標を「南極大陸のロス四分円（クアドラント）へ入り、地理上の南極点と南磁極への到達を目指す」ことだと述べた。PアンドOラインから士官適任者としてシャクルトンに推薦されたマッキントッシュは、すぐにシャクルトンの信頼を勝ち取り、仲間の士官には意思と決意の強さを印象づけた。遠征隊のニュージーランド滞在中、シャクルトンはマッキントッシュを陸上部隊に加え、南極に向けた行進メンバーの候補として考えていた。

### 事故
ニムロド号が南極大陸のマクマード入江に到着して間もない1908年1月31日、船上でそり用品の運搬を手伝っていたマッキントッシュを不幸が襲った。甲板の荷下ろしフックが振れてマッキントッシュの右目を直撃し、ほぼ完全に眼球が潰れてしまった。マッキントッシュは即座に船長室に連れて行かれ、その日のうちに遠征隊の医師エリック・マーシャルが一部急造の外科手術道具を使って右目の眼球を摘出した。それにもかかわらず、マッキントッシュは遠征に残留する意欲を見せ、マーシャルは「あれより気丈に振る舞える者は他にはいまい」とマッキントッシュの不屈の精神にいたく感心した。この事故でマッキントッシュは陸上部隊から外され、さらなる治療を受けるため、ニュージーランドへ戻って越冬するニムロド号で送り返されることになった。遠征の主要部分には参加できなかったものの、マッキントッシュは1909年1月にニムロド号に戻り、遠征の最終段階に参加した。シャクルトンは船長のルパート・イングランドと反りが合わなくなっており、二期目の航海はマッキントッシュをニムロド号の船長にしたいと考えたが、その任務に抜擢できるほどマッキントッシュの目は傷が癒えていなかった。

### 氷の海での漂流
1909年1月1日、ニムロド号は遠征隊の陸上基地があるケープ・ロイズまで25マイル (40 km) 手前で、氷によってそれ以上の接近を阻まれた。マッキントッシュはその氷を徒歩で渡る決断をした。歴史家のボー・リッフェンバーグは、その後の過程について「この遠征全体で最も軽率だった部分」と表現している。
マッキントッシュと3人の水夫で構成された隊は1月3日朝に船を出発した。物資と大きな郵袋を載せたそりを引いていたが、すぐに2人の水夫が船に戻り、マッキントッシュともう1人の水夫が先に進んだ。その夜は氷の上で宿営し、翌朝目覚めると自分たちの周りの氷が壊れていることに気づいた。大急ぎで動いている浮氷の上を次々と渡り、何とか小さな氷舌にたどり着くことができたので、そこで宿営し、数日間雪盲が収まるのを待った。視界が回復するとケープ・ロイズは見える範囲にあったが、そこに行くまでの海氷がなくなっており、間には海水面しかなかったので近づけなかった。適切な装備と経験がなければ危険だが、陸路伝いに進むほか選択の余地はなかった。
1月11日、彼らは出発した。その後の48時間、深いクレバスや不安定な雪原のある険しい地形を苦しみながら進んだ。間もなく装備や物資のすべてを失ってしまった。あるときは前進するために3,000フィート (900 m) も登り、続いて雪の斜面を麓まで滑り降りなければならなかった。最終的に霧の中を何時間もうろついた挙句、運良く陸上部隊のバーナード・ディと出会った。そこは小屋からすぐの位置だった。船は後に放棄された装備を回収した。当時ニムロド号の一等航海士だったジョン・キング・デイビスは「マッキントッシュという男はいつも100分の1の確率に運を任せる奴だった。この時はその運で切り抜けたのだ」と述べている。
その後マッキントッシュはアーネスト・ジョイス達の隊に加わり、ロス棚氷からミナ・ブラフへ旅し、南極へ向かったシャクルトン隊のために補給所を設置した。シャクルトン隊は南に進んでおり、その帰還が待たれていた。3月3日、マッキントッシュはニムロド号甲板で見張りをしているときに、シャクルトンと隊が無事に帰還したことを知らせる合図の発火信号を目撃した。シャクルトン隊は目標としていた南極点に到達できず、少し手前の南緯88度23分まで行って戻って来ていた。

## ニムロド遠征からの帰国とその後 (1909-1914)

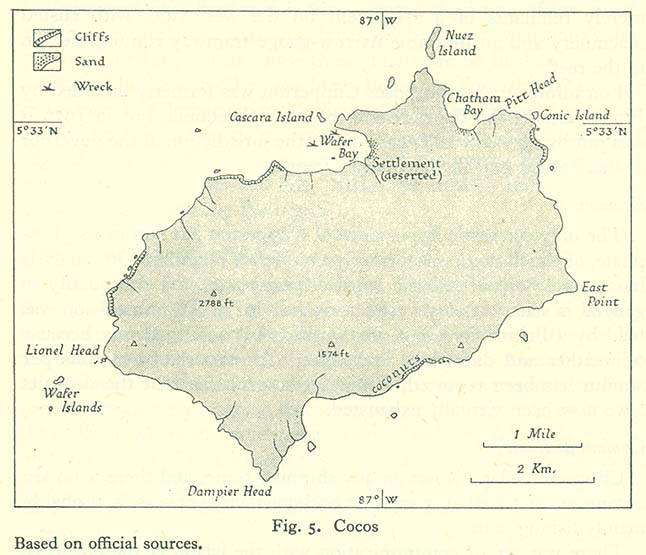
太平洋のココ島の地図、マッキントッシュは1911年にここで宝を探した

1909年6月、イングランドに帰国したマッキントッシュがPアンドOラインに出社すると、視力が損なわれたことを理由に解雇を告げられた。すぐに職が見つかる見込みがなかったので、1910年初めにダグラス・モーソンに同行してハンガリーへ行き、シャクルトンが大きな利益の出る事業の基盤になると期待した金鉱原を探った。モーソンはニムロド遠征にも参加した地質学者であり、後にオーストラリア南極遠征隊を率いた人物である。モーソンの報告は期待の持てる内容であったが、結局何も実りがなかった。マッキントッシュは後に太平洋岸のパナマ沖にあるココ島へ自身で宝探しの遠征に出たが、このときも手ぶらで帰って来た。
1912年2月、マッキントッシュはグラディス・キャンベルと結婚し、リヴァプールのインペリアル・マーチャント・サービス・ギルドに秘書補佐として事務の仕事を得た。マッキントッシュはこの安全なお決まりの仕事に飽き足らず、ニムロド号のかつての乗組員仲間宛てに「私は相変わらず、汚い事務所に閉じこもりきりでこんな仕事だ」、「最初の通過儀礼もやり遂げていないと、いつも感じている。だから最後にもう一回、それがどのような結果になるにしろ、とことんやってみたい!」と書いて送った。それだけに、1914年の初めになって、初の南極大陸横断に挑戦するという大英帝国南極大陸横断遠征への誘いをシャクルトンから受けたときは、大いに喜んだ。

## ロス海支隊 (1914-1917)

### 初期の諸問題
シャクルトンの帝国南極横断探検隊は2つの隊で構成されていた。本隊はウェッデル海を基地とし、シャクルトンの率いる6人が南極点を経由して大陸を横切ることになっていた。他方、ロス海支隊は大陸の反対側にあるマクマード入江を基地とし、大陸を横断してくる本隊の最終段階を支援するために、ロス棚氷にわたって補給物資を置く予定であった。マッキントッシュは当初、シャクルトンの大陸横断部隊に入ることになっていた。ところが、ロス海支隊の隊長選びが難航した。シャクルトンはニムロド遠征で医師を務めたエリック・マーシャルを考えていたが、指名を断られた。また、海軍本部の軍人から支隊の任務にあたる要員を得ようとしたが、叶わなかった。最終的に、マッキントッシュにロス海支隊の隊長を任せることにした。乗艦するのはモーソンのオーストラリア南極遠征で活躍したばかりのオーロラ号で、この時はオーストラリアで係留されていた。シャクルトンは、ロス海支隊の任務は型どおりで特別難しくはないと見ていた。
マッキントッシュが1914年10月にオーストラリアに到着し、任務に就くと、すぐさま大きな困難に直面することになった。シャクルトンはロス海支隊に充てる予算を、何の予告や断りもなく、2,000ポンドから1,000ポンドと半分に減らしていた。マッキントッシュは、寄付金を募るなどして不足分を埋め、さらに資金を獲得するために遠征に使う船を抵当に入れるよう指示された。すると、今度はオーロラ号の購入に関わる法的手続きが完了していないことが判明し、抵当に入れるのも遅れた。また、オーロラ号は大規模な修繕を施さなければ南極海での活動に耐えられる状態ではなく、それには苛立つオーストラリア政府の協力が必要だった。限られた時間の中でこうした難題に取り組むことになったマッキントッシュは大きな不安を抱くようになり、オーストラリアの大衆は、様々な混乱が生じている遠征隊に対して否定的な印象を持つようになっていった。隊員の中には辞める者もいれば、解任された者もいた。出発の直前まで乗組員や科学者の補充要員をかき集めたため、できあがったのは南極での経験に著しく乏しい編成の隊であった。
シャクルトンはマッキントッシュに対し、次の南極シーズンである1914年から1915年にも、できるなら横断を決行する可能性をほのめかしていた。ところが、ウェッデル海に向けて出航する前に、この日程で行動を起こすのは現実的ではないと考えを改めた。しかし、マッキントッシュはこの変更を知らされなかった。この意思疎通の欠如によって、ロス海支隊は、1915年の1月から3月にかけて、準備不足のまま大混乱に近い状態で補給物資を置きに行く旅を決行することになった。
シャクルトンの指示は紛らわしかった。彼はマッキントッシュに補給所の設置が非常に重要だと言いつつ、助けがなくとも大陸を横断できるだけの物資を持って出るとも伝えていた。まるで、補給所に完全依存はしていないと、マッキントッシュに信じ込ませようとしていたかのようである。さらに、シャクルトンがマッキントッシュに対し、本隊がウェッデル海から横断して来ない場合に備えて、完全装備の緊急救命艇をマクマード入江に置いておくよう指示していたことは、ほとんど知られていない。1914年にシャクルトンが指示した緊急救命艇の仕様は、彼が1916年にジェイムズ・ケアード号の航海で実際に使ったものとほぼ同じであった。

### 補給所設置、最初のシーズン
オーロラ号は1914年12月24日にようやくタスマニア州のホバートを出港した。南極への航海途上、ホバートから950マイル離れたマッコーリー島が唯一の寄港地であった。1、2年ほど前、オーストラリアのダグラス・モーソンによる遠征が行われていたときに築かれた気象局があり、駐在するスタッフに物資を届けるのが寄港目的であった。その際、マッキントッシュは妻に宛てた手紙をここから送り、乗組員が「とてもいい奴ら」で、彼らと行動を共にできるのは「至上の喜び」だと書いている。
1915年1月16日、マッキントッシュはマクマード入江で部隊を上陸させ、ロバート・スコット大佐が以前に拠点としたエバンス岬にベースキャンプを設営した。シャクルトンがウェッデル海からすでに出発した可能性があると考えたマッキントッシュは、補給物資設置の任務をすぐにも始めるべきと判断した。隊員のうち、アーネスト・ジョイスは、1901年から1904年に行われたスコットのディスカバリー遠征に加え、ニムロド遠征にも参加し、南極での経験が最も豊富であった。ジョイスは環境への順応と訓練のために時間をとる必要性を訴え抵抗したが、否定された。そりに関する事柄については自分に委ねられると期待していたジョイスは、マッキントッシュが拒絶したことに衝撃を受け「ここにシャクルトンがいたなら、俺の主張を分からせてやるのだが」と日記に残している。
補給所設置の旅は、災難続きであった。ブリザードのせいで出発が遅れ、数マイル進んだだけで雪上車が故障した。また、マッキントッシュらは、エバンス岬とハット・ポイントの間にある海氷上で進行方向が分からなくなってしまった。ロス棚氷の環境は、訓練も受けていない経験不足の隊員には厳しかった。棚氷に入った時点で持っていた物資の多くが荷重を減らすために途中で捨てられ、補給所まで届けられなかった。ジョイスの強い反対にもかかわらず、マッキントッシュは犬たちを南緯80度まで連れて行くことに固執し、その道中全頭を死なせてしまった。このときのマッキントッシュに対するジョイスの不満は「遠慮なくマッキントッシュに言ってやりたいのを、どうやって抑えればいいのか分からないが、戻るまでは我慢するしかない。ハット・ポイントに着くまでに、考えないといけないことが山ほどある」と、彼の日記に表れている
3月24日、凍傷にかかり疲れ切った隊員たちは、1901年から1904年のディスカバリー遠征隊が使ったハット・ポイントのハット小屋に到着した。しかし、不安定な海氷によって船とエバンス岬の基地のどちらからも隔てられたその場所で、3か月近くも何もせずに待つしかなくなった。1年目の補給所設置がこうした経過をたどってから、マッキントッシュの指導力に対する信頼は下がり、言い争いが増えた。

### 消えたオーロラ号
マッキントッシュと補給所設置部隊が6月初頭にやっとエバンス岬に到着すると、オーロラ号が強風で冬季の係留地から流されたという知らせが待っていた。オーロラ号には18人の隊員が乗船しており、陸上部隊の物資と装備の大半も積んだままだった。翌日、マッキントッシュは他の者たちに現状を説明した。そこに2年間滞在しなければならない可能性があるため、「燃料と照明、在庫の消費を抑える必要性」があった。彼は日記に「オーロラ号がどうなったのかがはっきり分かるまで、そり隊による活動の準備はしない。壊滅的なことが起こったとは思いたくない」と記している。しかし、マクマード入江の氷は、船が戻れるような状態ではなかった。陸上部隊の10人は完全に孤立し、どうしようもないほど物資が枯渇していた。
幸運なことに、補給所に置く予定の物資は大半を揚陸済みであった。そのため、マッキントッシュは次のシーズンも任務を完全に実行できると考えた。補給所は、ロス棚氷にわたる全体と、その先のベアードモア氷河に設置することになっていた。部隊は過去の遠征、特にスコット大佐がエバンス岬に滞在した時に残された在庫を回収することで、物資や装備の不足を補うことにした。隊の全員がこの任務に対する支持を約束したが、この任務を完遂するには、南極点到達という記録的な偉業を成し遂げなければならないと、マッキントッシュは記している。ただ、この数か月にも及ぶ長い準備期間は、マッキントッシュにとって楽ではなかった。隊で唯一の士官であり、隊員と密接な関係を構築するのが難しいと感じていた。マッキントッシュは次第に孤立し、特にジョイスからは公然と批判されるようになった。

### マウント・ホープへの行進
1915年9月1日、3人ずつの分隊を組んだ計9人が、科学者のアレクサンダー・スティーブンスを一人で基地に残し、約5,000ポンド (2,300 kg) の物資をエバンス岬の基地からロス棚氷に運ぶ仕事に取りかかった。これはベアードモア氷河の麓にあるマウント・ホープまで、緯度にして1度（60海里、110 km、69法定マイル）ずつに物資を置いて行くための最初の段階だった。北緯79度のすぐ北に置いたブラフ補給所に大型の前線基地を設け、そこからマウント・ホープまで最後の行進を1916年初めに始める予定だった。この初期段階の間、物事の進め方を巡ってマッキントッシュは何度もジョイスと衝突した。11月28日には、マッキントッシュよりもジョイスの進め方が文句なしに効率が良い証拠を見せつけられ、ジョイスとリチャーズが策定した修正計画を受け入れざるを得なくなる出来事があった。ジョイスはこのときのことを「隊の責任者でこれほど愚かな奴に出くわしたことない」と記している。
任務の主要段階であるブラフ補給所から南への行進は1916年1月1日に始まった。数日のうちに、分隊の1つが携行ストーブの故障で前線基地に戻らざるを得なくなった。マッキントッシュ、ジョイス、アーネスト・ワイルド、ディック・リチャーズ、アーノルド・スペンサー＝スミス、ジョン・ヘイワードの6人は先へ進んだ。前年に置いた南緯80度の補給所を補強し、81度と82度に新しい補給所を設置した。隊がマウント・ホープに近づくに連れて、マッキントッシュと、遠征隊の写真家であるスペンサー・スミスが足を引きずるようになった。南緯83度を過ぎてすぐにスペンサー＝スミスが倒れたため、彼をテントに残して他の者で残り数マイルを苦しみながら進んだ。動きのとれないスペンサー＝スミスとその場に留まろうという意見が出たが、マッキントッシュはすべての補給所を設置するのが自分の任務だと主張し、その意見を却下した。1月26日、マウント・ホープに達し、最後の補給所が設置された。

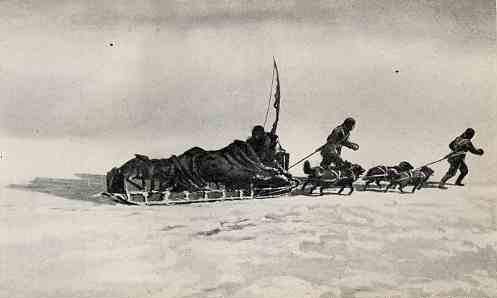
橇に乗せられて運ばれるスペンサー・スミスとマッキントッシュ

帰りはスペンサー＝スミスをそりに載せる必要があった。マッキントッシュは体調が急速に衰え始め、そりを引くことができずに横でよろめき、壊血病がひどくなって足を引きずった。状態が悪くなると、しばしばスペンサー＝スミスといっしょにそりに乗る必要があった。そりを引く他の隊員ですら体調が「まし」なだけで凍傷や雪盲、壊血病に苦しめられ、その行程は生き残りをかけた闘いとなっていった。マッキントッシュは、隊員の生命を心配した。2月28日、マッキントッシュは長いノートを書いた。その内容は、スコットが最期に残したいくつかの手紙に似ており、なかでも1912年3月にスコットがテント内で死に際に書いた「大衆へのメッセージ」に酷似していた。以下は、その一節である。
本隊に万一のことが起きた場合のためにこの記録を残す。本日、最後の食料を食べ尽くした。ブリザードが11日間吹き続けている。だが、我々の全員が任務を堂々と、そして見事に果たしたことを記録する。私に言えることはこれだけだ。そして、我々の生命を捧げよと神が思し召しなら、我らが伝統の定めに則って、英国流でそのようにしよう。

3月8日、隊員たちがスペンサー＝スミスを何とか比較的安全なハット・ポイントへ連れて行こうとする中、マッキントッシュは一人テントに残ることを志願した。だが、スペンサー＝スミスは翌日死んだ。次にヘイワードが倒れ、リチャーズ、ワイルド、ジョイスの3人は彼をハット・ポイントまで運んだ後、マッキントッシュの救出に戻って来た。3月18日には、ハット・ポイントで生き残った5人の全員が体力を回復していた。シャクルトンの伝記作者であるマージョリー・フィッシャーとジェイムズ・フィッシャーは、「南極探検の歴史において、最も注目すべき、不可能と思われた忍耐の偉業」を成し遂げたと著している。

### 失踪と死

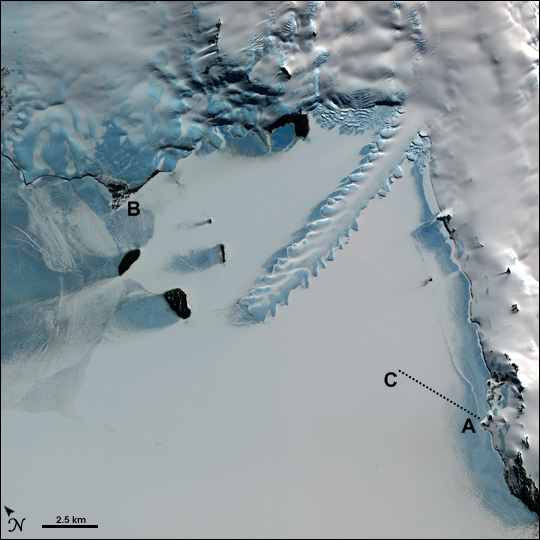
凍ったマクマード入江、マッキントッシュとヘイワードは1916年5月8日にハット・ポイント（A点）を出発し、あるいてエバンス岬（B点）を目指した。C点付近で足取りが絶えた

ハット・ポイントには壊血病の悪化防止に役立つ新鮮なアザラシ肉があったので、生存者たちはゆっくりと体力を回復した。マクマード入江の海氷は状態が安定せず、エバンス岬の基地まで戻る残りの行程を阻んでいた。ハット・ポイントでは単調な食事が続き、慰みもなく、絶望的で重苦しい状況であった。特にマッキントッシュは小屋の汚さに耐えかねており、ハット・ポイントにいたのでは船が戻っても間に合わずに取り残されてしまう可能性を心配した。1916年5月8日、マッキントッシュは海氷の状態を調べたうえで、ヘイワードとともにエバンス岬まで歩いて渡る危険を冒すつもりだと宣言した。リチャーズ、ジョイスとワイルドの3人は反対したが、2人の決意を覆すことはできなかった。マッキントッシュは依然として隊長であり、彼の手足を縛ることでもしない限りは、行くなと言うほかなかった。後年、リチャーズはあるインタビューで、ヘイワードはマッキントッシュほど出発したくはなかったのではないかと述べている。リチャーズによれば、ヘイワードは半信半疑であったが、「恥をかく」のが嫌だったのではないかと思ったという。
仲間の必死の説得にもかかわらず、2人は軽い物資だけを担いで出発した。2人がハット・ポイントから見えなくなって間もなく厳しいブリザードが吹き始め、2日間続いた。ブリザードが収まったとき、ジョイスとリチャーズが氷の上にまだ残っていた足跡をたどると、大きなクラックのある場所で足跡が途絶えていた。ジョイスとリチャーズ、ワイルドが6月に何とかエバンス岬に到着したとき、マッキントッシュとヘイワードはどちらもエバンス岬に着いていなかった。ジョイスが広範な捜索を行ったが、2人の足跡はつかめなかった。1917年1月にオーロラ号がやっとエバンス岬に戻って来たあと、さらに捜索が行われたが結果は同じであった。あらゆる兆候が、マッキントッシュとヘイワードの2人は氷の間に落ちたか、あるいは氷に乗ったままブリザードによって海に吹き流されたことを示していた。

## 評価
スコット極地研究所が保管しているマッキントッシュが記した遠征日誌には、1915年9月30日までの記録が残されているが、非公開である。一方で、ロス海支隊の主要メンバー2人が当時の体験を記した本を出版している。ジョイスは1929年に日記を"The South Polar Trail"（『南極点への道』（仮題））として、ディック・リチャーズは"The Ross Sea Shore Party 1914–17"（『ロス海支隊上陸部隊 1914–17』（仮題））を出版した。どちらの本でもマッキントッシュの評価はあまり良くない。とりわけ"The South Polar Trail"はジョイス自身の視点に偏っており、ある歴史家はこれを誇大な表現や多くの事実誤認を含む壮大な物語だと述べている。ジョイスがマッキントッシュの統率力を全体的に酷評しているのに対し、リチャーズの記述はかなり簡潔で単刀直入である。遠征から数十年が経ち、隊員で生き残っているのがリチャーズ一人になったとき、補給所設置の任務を遂行していたときのマッキントッシュについて口を開き、「恐ろしく悲壮」で「完全に怖じ気づいて」おり、最後の氷上の行進は「自殺行為」だったと述べた。
マッキントッシュの死に様は、批評家らが彼の性急な性格や資質の欠如をいっそう強調するきっかけとなった。ただ、乗組員仲間の間でもこうした否定的な見方一色に染まっていたかと言えば、そうではない。ロス海支隊の主任科学者だったアレクサンダー・スティーブンスは彼を「ぶれがなく信頼できる」人物と見ており、マッキントッシュの疲れを知らぬ推進力がなければ、ロス海支隊が残した功績はずっと少なかっただろうと考えていた。ジョン・キング・デイビスもマッキントッシュの献身を称賛し、補給所設置の旅は「すばらしい功績」だったと述べている。
シャクルトンの評価は玉虫色であった。著書の『South』（和訳書：『エンデュアランス号 奇跡の生還』）でマッキントッシュと隊員らが目的を達成したことを評価しつつ、隊の忍耐強さと自己犠牲の精神を称賛し、マッキントッシュは母国に命を捧げたと主張している。他方、妻に宛てた手紙の中では辛辣に「マッキントッシュはまるで秩序や規律というものを知らなかったようだ」と記している。それでもシャクルトンは、ニュージーランドへの短期講演旅行で得た収入の一部をマッキントッシュの遺族の支援に充てた。後年、息子のエドワード・シャクルトン男爵が遠征隊の意義を評価した際は、「英雄として特に頭角を現したのは、イニーアス・マッキントッシュ大佐、ディック・リチャーズ、およびアーネスト・ジョイスの3人である」と記した。
マッキントッシュには2人の娘がいた。2人目は彼がオーストラリアでオーロラ号の出航を待っている間に生まれた。1916年2月にロス氷棚を戻るとき、死を予期したマッキントッシュは、スコット大佐に倣って感動的な辞世のメッセージを書き残した。「我々の生命を捧げよと神が思し召しなら、我らが伝統の定めに則って、英国流でそのようにしよう。さらば、友人たちよ。私の愛する妻と子供たちのあとの面倒をきっとみてくれると信じている」と締め括られていた。1923年、グラディス・マッキントッシュは、オーロラ号の一等航海士であり、後に船長となったジョセフ・ステンハウスと再婚した。
マッキントッシュはニムロド遠征での働きによって銀極章を授けられ、座標南緯74度20分 東経162度15分 / 南緯74.333度 東経162.250度の山がマッキントッシュ山と名付けられた。